# Caldosa
La Caldosa es un plato típico Cubano elaborado a base de viandas, carnes, especias y gran diversidad de vegetales.

## Evolución de la caldosa
En los escritos que datan de la guerra de independencia se suele leer referencias al " sancocho " con que fueron alimentadas las tropas mambisas. Se menciona el ajiaco referido en los diarios de campaña del  General, de origen dominicano, Máximo Gómez, y en el de otros generales mambises que vivieron en Santo Domingo (Antonio Maceo),con lo que se comprueba que estas palabras y platos son comunes a los pueblos de la región desde muy antiguo.
En Cuba, más modernamente, se fueron abandonando ambos modos de ser nombrado para, actualmente, usar más frecuentemente el término "Caldosa", popularizado en los años 80 gracias a la letra de una guaracha compuesta por Rogelio Díaz Castillo, que se refería a la "Caldosa de Kike y Marina" con origen en la ciudad de Las Tunas. La Caldosa es un plato siempre presente en festejos familiares y de barrios.
En la depresión económica ocurrida en los años 90, en que se manifestó una aguda carencia de suministros básicos. La Caldosa pasó a tener una presencia muy frecuente en la mesa de buena parte del cubano común por su versatilidad y posibilidad de incluir en ella un poco de todo el alimento disponible en la canasta familiar. Por ello se incluyeron ingredientes tales como el fideo, chícharo, arroz y con escasa presencia de especias y cárnicos. El gracejo popular no demoró en nombrar a este plato como "Sopinguete", que deja entrever el tono  despectivo, pues no siempre el resultado fue un plato de exquisito sabor.
Hoy día ha quedado atrás el Sopinguete; como caldosa se conoce en todas las partes del país; como ajiaco parece ser reconocido en Baracoa y sitios  rurales; como "Sancocho" es muy raro escuchar sea nombrado, cuando se refiere al alimento humano, pues se está llamando así a las sobras que se colectan para alimentar a los cerdos.
No debemos confundir caldosa con ajiaco, que si es el verdadero plato típico cubano, la caldosa es una de sus variantes y menos completa que el ajiaco, la caldosa es un plato del Oriente de Cuba

## Variantes actuales

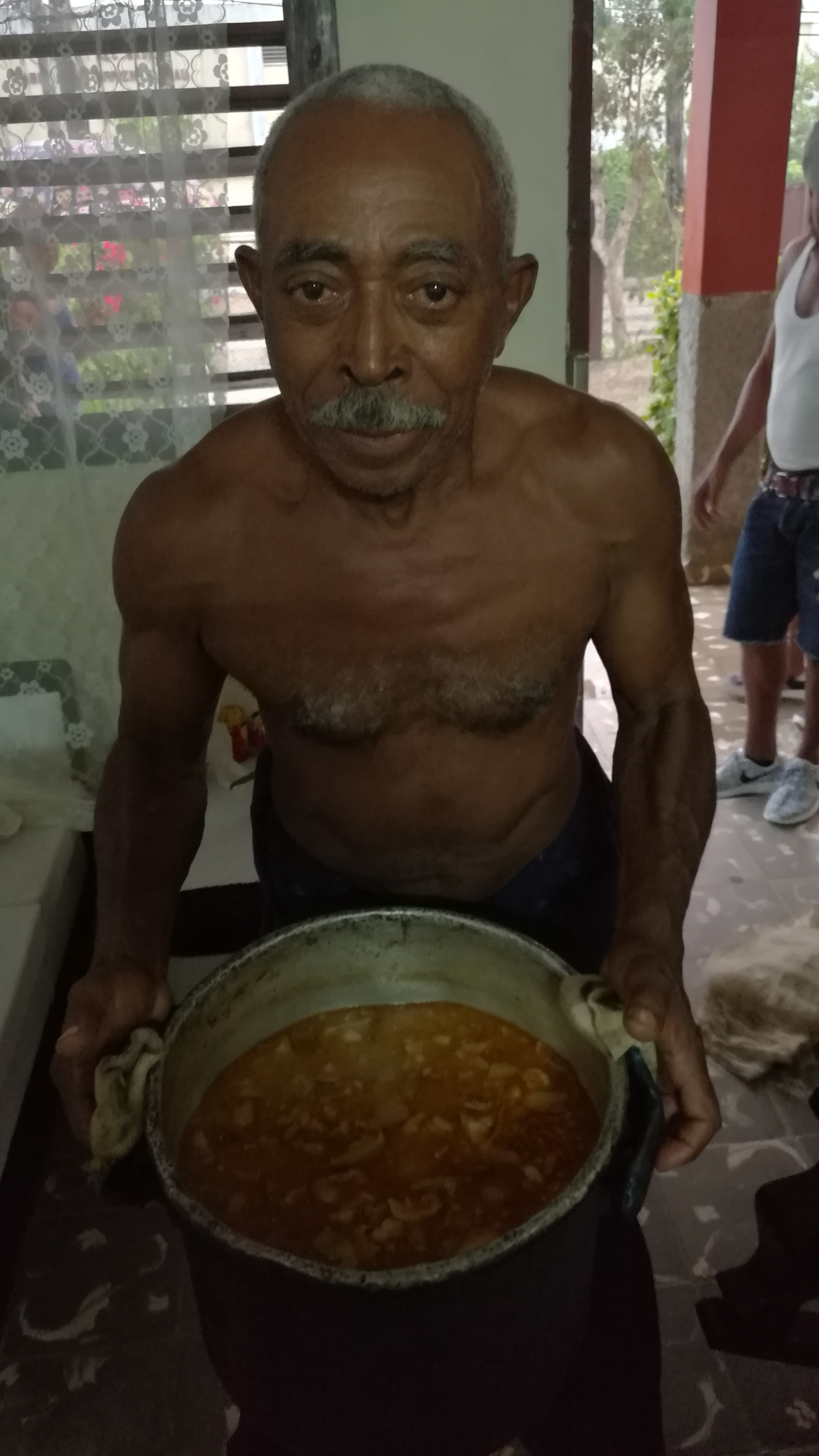
Cubano con caldoza. La Habana, Cuba. Abril 2017.

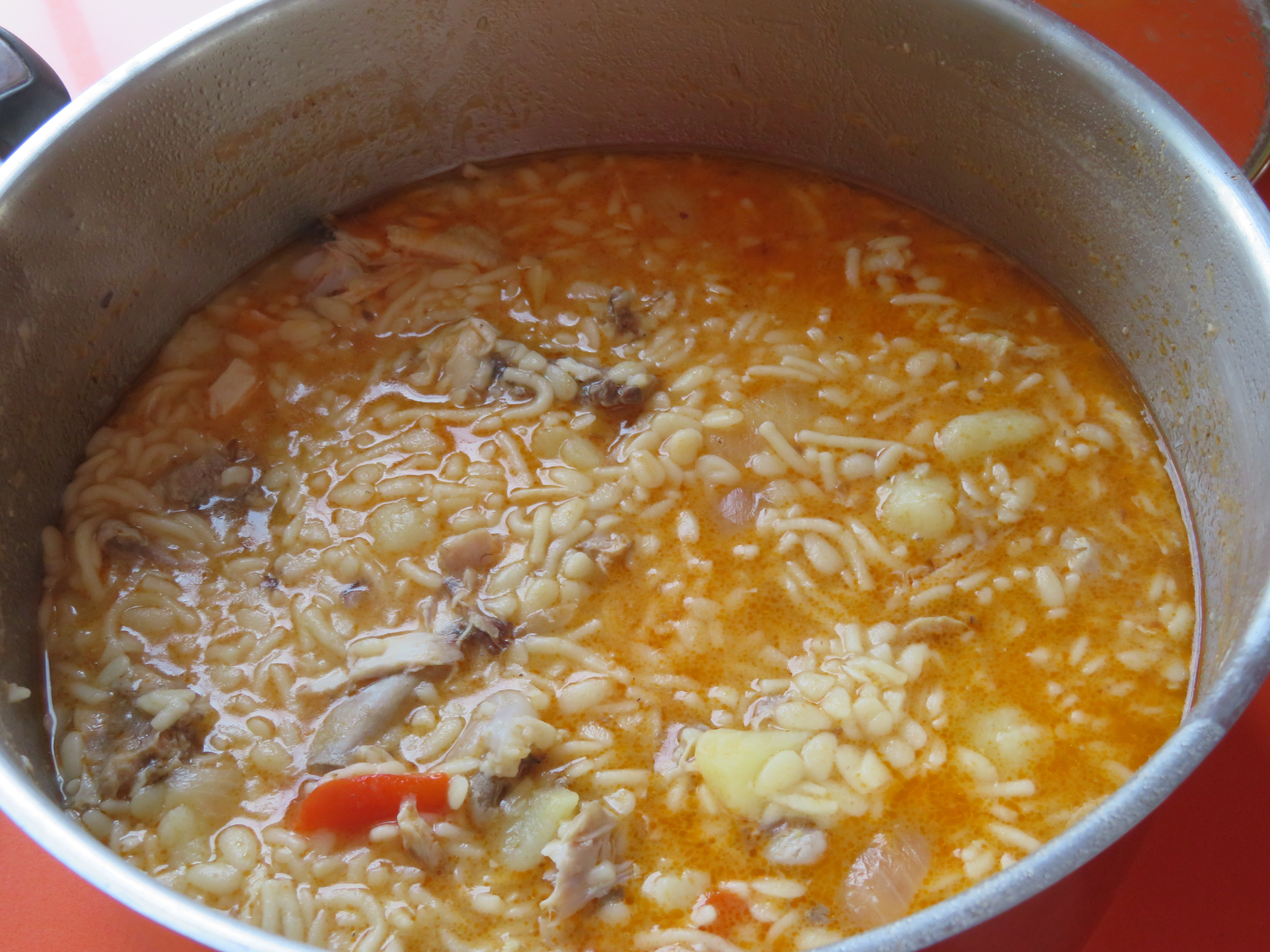
Caldosa con sopa, viandas y suertes

Cuando se puso de moda el término "Caldosa" en los años 80, se diferenciaba del ajiaco y del sancocho solo en el paso final de su elaboración, pues consistía en batir y licuar todas las viandas y carnes, al final de su cocción, hasta lograr un puré muy espeso que podía ser ingerido lo mismo con cuchara desde un plato que bebiéndolo directamente de un vaso o jarro, manteniéndose este último modo de servir por ser el más práctico.
De cierta manera, aunque no existe una línea que diferencie una caldosa de un ajiaco o sancocho, la población suele diferenciarlos según el predominio de la parte sólida presente y de la densidad del caldo. Por ejemplo, si el caldo es muy condimentado y fluido y las viandas y carnes están enteros, se escucha llamarlo "Ajiaco", pero si al menos una parte de la vianda se desbarató y redujo a líquido espeso, aunque alguna parte esté entera, se le llama "caldosa".
Se ha insistido en la afirmación de que la caldosa se elabora solo con carne de gallina [cita requerida], según la receta con que la elaboraban en sus inicios, pero es bien sabido que el ajiaco o sancocho se elaboraba con este tipo de carne y de cualquier otro animal, es decir, que este plato ha venido a ser una variante de aquellos.

## Elaboración
La principal carne que se utiliza para elaborar la caldosa es la de cerdo por ser la de más frecuente disponibilidad en Cuba. Según la cantidad de que se cuente se divide el total en dos cantidades; una que se cocina junto con las viandas desde el inicio (preferentemente los huesos) y otra que se cocina independiente, con todas las especias. Cuando la carne está suficientemente blanda, una parte de ésta se desmenuza y la otra se deja entera (Suerte). Ambas se colocan en el recipiente junto con las viandas a mediados de la cocción. 
Asimismo, se divide el total de las especias en 3 porciones para ser agregadas en diferentes momentos. Con una paleta de madera se agita regularmente el contenido del recipiente (Caldero mediano o grande) procurando reducir a puré una parte de ellos. Si hay algún vegetal que no se desbarata, se saca y se aplasta según la proporción que se desee de sólidos y puré. Esto debe hacerse al final para evitar que, se pegue al fondo y se queme.
Se suelen dejar enteros trozos de mazorca de maíz y una parte de cada tipo de las viandas que se utilizaron, pero siempre predominando el puré líquido. Aunque se cree que esta proporción ha sido dominada por criterios prácticos (Comodidad y simplicidad en el servido, distribución equitativa cuando se alimentan muchas personas, evita el residuo final de las viandas menos blandas) es muy generalizada la preferencia de la trituración por lograr un sabor muy exquisito y lograr sus efectos reconstituyentes de energía en muy breve tiempo.
Aunque es posible que el anfitrión tenga el cuidado de no ripiar la carne y dejar suficientes porciones para cada comensal, cuando la carne está predominantemente desbaratada dentro del caldo, se le llama suerte a la porción que es capturada al azar (o intencional) por quien sirve lo que es motivo de celebración y choteo por parte del beneficiado y por los demás comensales.